# Image Works
Image Works è stata una software house britannica specializzata in videogiochi, fondata dalla Mirrorsoft nel 1988. I primi due titoli pubblicati sotto l'etichetta Image Works sono stati Fernandez Must Die e Foxx Fights Back, usciti a novembre 1988. Fino alla scomparsa della Mirrorsoft nel 1992, la Image Works ha pubblicato videogiochi per i computer ZX Spectrum, Amstrad CPC, Commodore 64, Amiga, Atari ST, MS-DOS oltre che per altre piattaforme.

## Videogiochi
Elenco approssimativo di tutti i videogiochi pubblicati.
- Back to the Future Part II (1990)
- Back to the Future Part III (1991)
- Blade Warrior (1991)
- Blasteroids (1989)
- Bloodwych (1989)
- Bloodwych: Data Disks Vol. 1 (1990)
- Bombuzal (1988)
- Brat (1991)
- Cadaver (1990)
- Cisco Heat: All American Police Car Race (1991)
- Devious Designs (1991)
- Fernandez Must Die (1988)
- First Samurai (1991)
- Flip-it & Magnose: Water Carriers from Mars (1990)
- Foxx Fights Back (1988)
- Gravity (1990)
- Interphase (1989)
- Killing Cloud (1991)
- Mega lo Mania (1991)
- Omnicron Conspiracy (1989)
- Passing Shot (1989)
- Phobia (1989)
- Predator 2 (1991)
- Robozone (1991)
- SkyChase (1988)
- Speedball (1988)
- Speedball 2: Brutal Deluxe (1990)
- Teenage Mutant Hero Turtles (1990)
- Teenage Mutant Hero Turtles (1991)
- Theme Park Mystery (1990)
- Xenon 2: Megablast (1989)